# عين بلبل
عين بلبل هي بلدة تقع في واحة صغيرة معزولة في الصحراء الكبرى بوسط الجزائر ، على بعد حوالي 142 كيلومترًا (88 ميلًا) عن طريق الجو شرق أدرار. اعتبارا من عام 2009 كان عدد سكانها 962 نسمة.

## تاريخ
تأسست المدينة في أوائل القرن التاسع عشر. 
في عام 1982 كان عدد سكان البلدة 464 نسمة ، والذي تضاعف حتى عام 2009 ليصل إلى 962. 
في أوائل العقد الأول من القرن الحادي والعشرين ، تم إنتاج فيلم وثائقي في بلدة عين بلبال بشراكة يابانية ، والذي تابع أنشطة باحث من جامعة الأمم المتحدة أجرى بحثًا ميدانيًا في المنطقة ليسلط الضوء على أهمية دراسة مثل هذه المواقع النائية في الصحراء.

## الجغرافيا والموارد

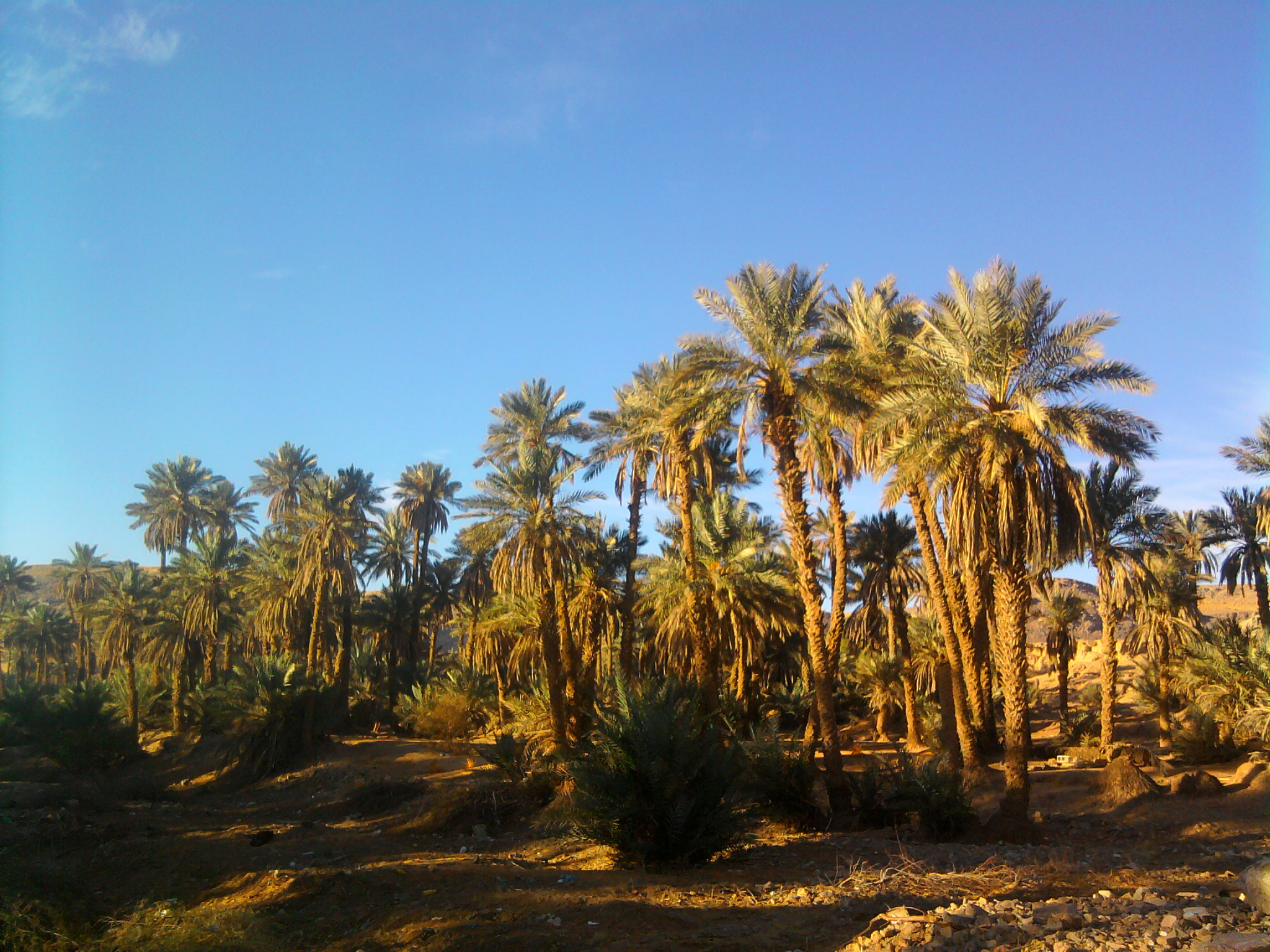
نخيل التمر في الصحراء الجزائرية.

تقع عين بلبال على الحافة الجنوبية لهضبة تاديمايت في وسط الصحراء الجزائرية ، حوالي 142 كيلومترًا (88 ميلًا) جواً و 246 كيلومترًا (153 ميلًا) عن طريق البر شرق أدرار.  تعتمد على نخيل التمر كمورد زراعي رئيسي لها. خلال فترات هطول الأمطار الغزيرة بين الحين والآخر ، تعرض الوديان المجاورة تنوعًا كبيرًا من الحيوانات والنباتات. 

## تعليم
في عام 2005 ، كان في المدينة سبعة معلمين و 140 تلميذاً ، بينهم فتيات. على بعد 15 كم إلى الشرق من البلدة توجد واحة مطريون التي تضم أيضًا مدرسة صغيرة. 